# Exporteur
Exporteur ist im Sinne des Außenwirtschaftsrechts derjenige, der einen Kaufvertrag über Güter mit einem ausländischen Importeur abschließt bzw. die Güter in das Ausland ausführt oder ausführen lässt.

## Allgemeines
Exporteur ist ein aus dem Wort Export gebildetes Nomen Agentis. Wirtschaftlich ist der Exporteur ein Wirtschaftssubjekt, das Güter in das Ausland aufgrund einer Handelsbeziehung mit einem Importeur ausführt, wobei es gleichgültig ist, ob der Exporteur die Güter unbearbeitet als Wiederverkäufer ins Ausland weiterveräußert (Ausfuhrhändler, mittelbarer Exporteur) oder vor der Ausfuhr eine Weiterverarbeitung vornimmt. Ein für den Transport beauftragter Spediteur oder Frachtführer gilt also nicht als Exporteur. Als Exporteur gilt jedoch der Transithändler, der Waren zunächst importiert, um sie danach wieder zu exportieren. 

## Liefer- und Zahlungsbedingungen
Der Exporteur legt in seinen Lieferbedingungen die Lieferung ins Ausland fest und regelt in seinen Zahlungsbedingungen die Zahlungspflicht des Importeurs. Handelsklauseln wie die Incoterms regeln, ob und inwieweit der Exporteur die Transportkosten oder Versicherung übernimmt. Sie reichen von keiner Übernahme („ab Werk“) bis zur vollen Übernahme („frei verzollt“). Die Zahlungsbedingungen regeln, wann der Importeur seine Zahlungspflicht gegenüber dem Exporteur zu erfüllen hat. Das kann vor allem ein Vorschuss (Vorauszahlung, Anzahlung) bereits vor der Lieferung (Kundenkredit), Zahlung Zug um Zug oder Akkreditiv/Dokumenteninkasso bei der Lieferung oder ein Zahlungsziel nach der Lieferung (Lieferantenkredit) sein. Im Falle des Lieferantenkredits übernimmt der Ausführhändler ein Exportkreditrisiko (Ausfuhrrisiko) im Gegensatz zu den Exportkommissionären, Ausfuhragenten oder Ausfuhrmaklern. Konkret handelt es sich um ein Kreditrisiko und ein Länderrisiko, die der Exporteur durch Exportkreditversicherung absichern kann.

## Rechtsfragen
Exporteur im engeren Sinne ist, wer Güter in ein Drittland außerhalb des Europäischen Wirtschaftsraums ausführt oder dies veranlasst (Ausführer). Güter sind Waren, Software und Technologie (§ 2 Abs. 13 AWG) sowie Elektrizität (§ 2 Abs. 22 AWG). Der Ausführer muss Vertragspartner des Empfängers in einem Drittland sein (§ 2 Abs. 2 AWG). Der Exporteur hat Pflichten gemäß §§ 4 AWG und § 5 AWG, zudem kann er Normadressat behördlicher Maßnahmen gemäß § 8 AWG sein. Bei grenzüberschreitenden Lieferungen von Waren innerhalb der EU-Mitgliedstaaten spricht man vom „innergemeinschaftlichen Erwerb“, weil keine zollamtliche Abwicklung notwendig ist. Gemäß § 1a Abs. 1 UStG liegt ein „innergemeinschaftlicher Erwerb“ vor, wenn ein Gegenstand bei einer Lieferung an den Abnehmer (Erwerber) aus dem Gebiet eines EU-Mitgliedstaates in das Gebiet eines anderen EU-Mitgliedstaates gelangt.
Der Ausführer hat gemäß § 8 Abs. 1 AWV die Ausfuhrgenehmigung bei einer Zollstelle zu beantragen, falls seine Exportgüter in der Ausfuhrliste enthalten sind. Eine Ausfuhrgenehmigung kann nur der Ausführer beantragen § 21 Abs. 1 AWV). Für den Export gelisteter Güter (DUV, Anhang I) in Drittländer außerhalb der EU gibt es stets eine Genehmigungspflicht; das gilt auch für Rüstungsgüter (§ 8 AWV und AL Teil I A) und deutsche Dual-Use-Listungen (§ 8 AWV und AL Teil I B). Innerhalb der EU („Verbringung“) ergibt sich dies aus der Güterliste in DUV Anhang IV (vgl. Art. 22 Abs. 1 und Anhang IV DUV; vgl. hierzu auch die zusätzlichen Verbringungsbeschränkungen in § 11 AWV).
Der Exporteur von Arzneimitteln bringt diese nicht im Geltungsbereich des AMG in Verkehr, so dass er nicht nach § 84 AMG haftet. Bereits das Reichsgericht (RG) hatte in seiner Entscheidung vom Dezember 1899 ausgeführt, dass ein Händler, der Waren zum Zweck des Exports importiert (Transithändler), die Waren im Inland in den Verkehr bringe, da er „nicht als bloßer Spediteur“ des Auftraggebers oder Fabrikanten, sondern als Einkäufer und Importeur tätig werde. Dementsprechend hat das RG auch in der Entscheidung vom 3. April 1884 ein Feilhalten und Inverkehrbringen im Inland angenommen, wenn eine im Ausland hergestellte Ware ins Ausland verkauft und versandt wird. Das Wort „Verkehr“ ist einem Urteil des Oberlandesgerichts Hamburg vom Februar 1955 zufolge hier allerdings nicht beförderungstechnisch aufzufassen. Seine Bedeutung müsse auf den Handelsverkehr beschränkt werden. Durch einen reinen Transitverkehr mit Bahn, Kraftwagen oder Schiff durch das Inland, bei dem im Inland Frachtführer oder Spediteure, ohne irgendwelche Handelsgeschäfte über die Ware als solche abzuschließen, nur beförderungstechnisch bei Ausführung eines Durchlauf-Frachtvertrages oder auch durch irgendwelche Hilfsgeschäfte zu dem Zweck mitwirkten, dass die Ware das Inland auf dem Wege ins Ausland wieder verlasse, sei kein Handelsverkehr. Hierzu entschied der EuGH im Oktober 2005 in einem anderen Fall, dass das Inverkehrbringen von Waren aus Drittländern in der Gemeinschaft ihre Überführung in den zollrechtlich freien Verkehr im Sinne von Art. 29 AEUV voraussetzt. Transitgüter gelangen demnach im Inland nicht in den Verkehr. Für den Export von Arzneimitteln gilt vielmehr das allgemeine Haftungsrecht, das lediglich die Verschuldenshaftung vorsieht. Nach deutschem Kollisionsrecht findet das Recht des Tatorts bzw. auch das Recht der übereinstimmenden deutschen Staatsangehörigkeit Anwendung.